# Club Deportivo Tenerife 2020-2021
Questa voce raccoglie le informazioni riguardanti il Club Deportivo Tenerife nelle competizioni ufficiali della stagione 2020-2021.

## Maglie e sponsor
| Casa | Trasferta | Terza divisa |

Sponsor ufficiale: Tenerife
Fornitore tecnico: Hummel

## Organico

### Rosa 2020-2021
Rosa aggiornata al 4 aprile 2021.
| N. |                       | Ruolo | Calciatore      |
| -- | --------------------- | ----- | --------------- |
| 1  | Spagna (bandiera)     | P     | Adrián Ortolá   |
| 2  | Georgia (bandiera)    | D     | Otar Kakabadze  |
| 3  | Spagna (bandiera)     | D     | Álex Muñoz      |
| 4  | Portogallo (bandiera) | D     | Bruno Wilson    |
| 5  | Spagna (bandiera)     | D     | Alberto Jiménez |
| 6  | Argentina (bandiera)  | C     | Valentín Vada   |
| 7  | Spagna (bandiera)     | C     | Jacobo González |
| 8  | Spagna (bandiera)     | C     | Borja Lasso     |
| 9  | Spagna (bandiera)     | A     | Nono            |
| 10 | Spagna (bandiera)     | C     | Suso Santana    |
| 11 | Spagna (bandiera)     | C     | Álex Bermejo    |
| 12 | Spagna (bandiera)     | C     | Sergio González |
| 13 | Venezuela (bandiera)  | P     | Dani Hernández  |
| 14 | Spagna (bandiera)     | D     | Carlos Ruiz     |

| N. |                        | Ruolo | Calciatore       |
| -- | ---------------------- | ----- | ---------------- |
| 15 | Spagna (bandiera)      | D     | Carlos Pomares   |
| 16 | Spagna (bandiera)      | C     | Aitor Sanz       |
| 17 | Inghilterra (bandiera) | C     | Samuel Shashoua  |
| 18 | Spagna (bandiera)      | A     | Joselu           |
| 19 | Spagna (bandiera)      | A     | Fran Sol         |
| 20 | Nigeria (bandiera)     | A     | Manu Apeh        |
| 21 | Stati Uniti (bandiera) | D     | Shaq Moore       |
| 22 | Uruguay (bandiera)     | C     | Giovanni Zarfino |
| 23 | Serbia (bandiera)      | D     | Nikola Šipčić    |
| 24 | Spagna (bandiera)      | C     | Ramón Folch      |
| 26 | Spagna (bandiera)      | C     | Javi Alonso      |
| 29 | Spagna (bandiera)      | A     | Jorge Padilla    |
| 37 | Spagna (bandiera)      | A     | Germán Valera    |